# Onex Corporation
Onex Corporation er en canadisk investeringsvirksomhed, der blev etableret i 1984. I 2022 havde de i alt 49,2 mia. amerikanske dollar i forskellige aktiver under forvaltning.